# Cantonul Muret
Cantonul Muret este un canton din arondismentul Muret, departamentul Haute-Garonne, regiunea Midi-Pyrénées, Franța.

## Comune
- Le Fauga
- Frouzins
- Labastidette
- Lavernose-Lacasse
- Lherm
- Muret (reședință)
- Saint-Clar-de-Rivière
- Saint-Hilaire
- Seysses